# Time (film, 2020)
Pour les articles homonymes, voir Time.
Pour plus de détails, voir Fiche technique et Distribution.
Time est un film américain réalisé par Garrett Bradley, sorti en 2020.

## Synopsis
Le combat de Sibil Fox Richardson pour faire sortir son mari de prison alors qu'il a été condamné à 60 ans de réclusion au pénitencier d'État de Louisiane,.

## Fiche technique
- Titre : Time
- Réalisation : Garrett Bradley
- Musique : Edwin Montgomery et Jamieson Shaw
- Photographie : Nisa East, Zac Manuel et Justin Zweifach
- Montage : Gabriel Rhodes
- Production : Garrett Bradley, Lauren Domino et Kellen Quinn
- Société de production : Amazon Studios, Concordia Studio, The New York Times, Outer Piece, Hedgehog Films, Sundance Institute Documentary Film Program, The John D. & Catherine MacArthur Foundation, Concordia Studio Artists in Residence et Good Gravy Films
- Pays :  États-Unis
- Genre : Documentaire
- Durée : 81 minutes
- Dates de sortie : 
  -  États-Unis : 9 octobre 2020
  -  France : 16 octobre 2020

## Distinctions
Le film a été nommé à l'Oscar du meilleur film documentaire,.